# Río Viejo (Segovia)
El Viejo, también llamado de Torreiglesias, es un río de la península ibérica, afluente por la derecha del Pirón. Perteneciente a la cuenca hidrográfica del Duero, discurre por la provincia española de Segovia.

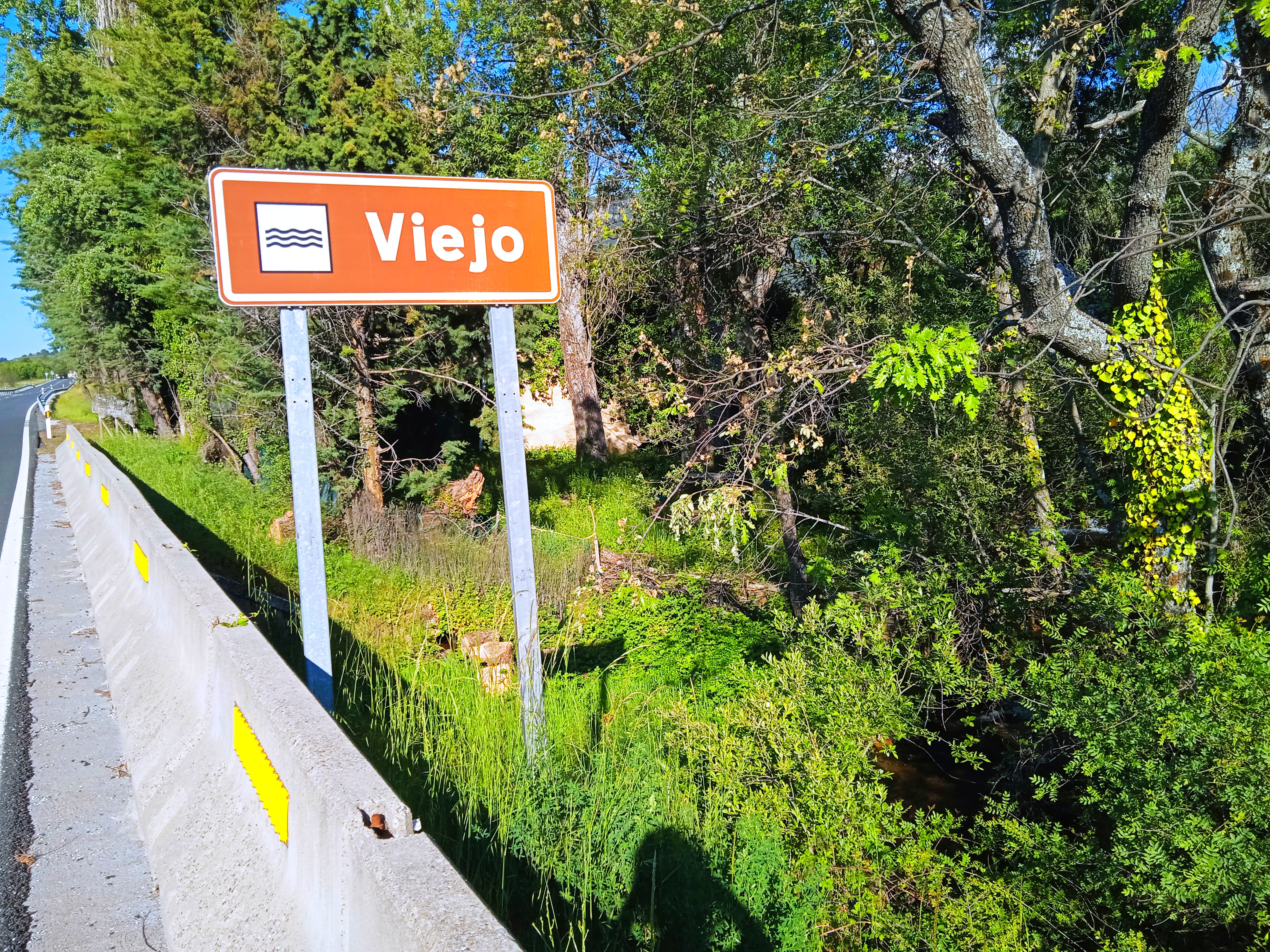
Río Viejo a su cruce con la carretera N-110 en Collado Hermoso

Nace en la sierra de Guadarrama al pie del puerto de Malagosto, término municipal de Collado Hermoso, en la provincia de Segovia muy cerca de la de Madrid, y desemboca en el Pirón en Losana de Pirón, término municipal de Torreiglesias. Atraviesa Collado Hermoso con su molino, Tenzuela, Pelayos del Arroyo Berrocal (Turégano) y Losana de Pirón (Torreiglesias). Recibe las aguas de los arroyos del Hoyo, de Segovia, del Charco, del Rémono, de la Revoldina y del Sotillo. Tiene como efluente al Arroyo de Sotosalbos.
Tierra de leyendas e historias de bandoleros como El Tuerto de Pirón, alrededor de su cauce existen varias rutas de senderismo en la zona, entre su fauna se crían barbos, cachos y bermeja.